# Музей Бялыницкого-Бирули
Могилёвский музей Витольда Каэтановича Бялыницкого-Бирули был открыт 24 декабря 1982 года. Это первый мемориальный музей в Республике Беларусь, посвященный жизни и творчеству знаменитого художника, уроженца Белоруссии.

## История создания музея
Художник родился в 1872 году в деревне Крынки близ Белыничей Могилёвской губернии. Его родной дом не сохранился. Музей художника был открыт в памятнике гражданской архитектуры XVII века — каменном двухэтажном особняке с мансардой на улице Ленинской, 37 в Могилёве. В мае 1780 года этот дом, как самый лучший из существовавших тогда в городе двухэтажных каменных домов, был предоставлен для проживания австрийскому императору Иосифу II для проведения встречи с Екатериной II. С 1815 по 1917 годы в этом доме размещалось Могилёвское дворянское депутатское собрание. В 1918 году помещение было передано только что созданной центральной городской библиотеке имени Карла Маркса. Здание было частично разрушено в годы Великой Отечественной войны. В 1970-х годах его реконструировали: надстроили 3-й этаж и крышу. В плане получилось прямоугольное здание со сводчатым массивным перекрытием. Центр внутренней планировки — деревянная лестница, вокруг которой на втором этаже сгруппированы бывшие жилые помещения. Стены прорезаны прямоугольными оконными проёмами и декорированы профилированными лопатками. В центре главного фасада при реконструкции сделан лучковый входной проём и небольшой балкон с металлической ажурной оградой. Первый этаж и большой подвал под ним имеют сводчатое перекрытие, второй — балочное. Дом является архитектурным памятником в стиле барокко.
С 1982 года в здании находится филиал Национального художественного музея Беларуси художественный музей Бялыницкого-Бирули В. К.
Ко времени открытия могилёвского филиала Национальный художественный музей Республики Беларусь насчитывал в своих фондах почти пятьсот полотен народного художника БССР и РСФСР Бялыницкого-Бирули В. К., с большой старательностью и любовью собранных директором Государственной картинной галереи, заслуженным деятелем искусств БССР Еленой Васильевной Аладовой, которая, как выяснилось исследователями генеалогии, приходилась художнику кузиной. Коллекция произведений Бялыницкого-Бирули В. К. — самое большое по своему объёму и художественной ценности собрание работ художника. Елена Алексеевна Бялыницкая-Бируля, вдова художника, передала в дар могилёвскому музею большую часть документов, фото и личных вещей с дачи «Чайка», дома-мастерской художника на берегу озера Удомля: этюдник, палитру, кисти; антикварную мебель, сделанную в Абрамцевской мастерской; охотничье ружьё — свидетельство особого пристрастия к охоте и уникальные письма Репина И. Е., в одном из которых великий русский живописец писал о своём восхищении работами молодого пейзажиста. Данные материалы позволили создать большую мемориальную часть Музея, которая размещена на первом этаже особняка.
Большой объём информации дают фотографии родных художника, его семьи. Художник запечатлён в разные годы жизни — в детстве, учеником Киевского кадетского корпуса, за работой у мольберта, в кругу друзей, с дочкой Любочкой, со знаменитыми русскими художниками на праздновании 40-летия Товарищества Передвижников, с группой белорусских художников в Минске, с известными представителями советского искусства в залах Музея Академии художеств в Ленинграде.
Копии и оригиналы различных документов свидетельствуют о периоде обучения художника в Московском училище живописи, ваяния и зодчества. В Музее хранятся дипломы лауреата и участника творческих конкурсов, выставок, грамоты и свидетельства о получении почётных званий и наград, медаль, которой была отмечена картина «Зимний сон» на выставке в Барселоне, ордена СССР, а также поздравительные адреса, подписанные мэтрами изобразительного искусства, книжные издания, посвящённые творчеству мастера.
В коллекции мемориальной части музея находятся также произведения художников — близких друзей В. К. Бялыницкого-Бирули: портрет матери художника А. Р. Бялыницкой-Бирули, написанный в 1894 году Ульяновым Н. П.; картина «Друзья» кисти Корина А. М., на которой изображена дочка Бялыницкого-Бирули Любочка, сидящая на диване со своей собакой; портреты В. К. Бялыницкого-Бирули, написанные Моравовым А. В.(1908), Зайцевым М. М. (1922), Модоровым Ф. А. (1950); пейзажи, изображающие дом-мастерскую «Чайка» и окрестности озера Удомля.
В 1912 году Бялыницкий-Бируля В. К. купил небольшое поместье в Тверской губернии на берегу озера Удомля. Там он построил дом с мастерской, который назвал «Чайка». С дачей «Чайка» связана вся дальнейшая судьба художника, его личная жизнь и творчество. Именно в этой усадьбе были созданы многие шедевры мастера, одним из которых является знаменитая картина «Час тишины. Озеро Удомля» (1911).
На втором этаже музея размещены только произведения Бялыницкого-Бирули В. К. Свыше сотни картин, законченных полотен и небольших этюдов, размещённых в нескольких обширных помещениях, всесторонне характеризуют и иллюстрируют творчество знаменитого художника, мастера лирического и монументального пейзажа. Коллекцию составляют виртуозно выполненные пейзажи всех времён года, написанные в России и Белоруссии. Но больше всего сюжетов именно на весеннюю тематику, пробуждение природы от зимней спячки, первая зелень и её буйный расцвет заметно волновали живописца. В каждом пейзаже мастер стремился передать состояние природы, которое зависит от поры года, времени суток, степени естественного освещения, уловить те флюиды которые человек ощущает, общаясь с природой.
Большую часть экспозиции второго этажа занимают картины, написанные в советское время. В 20—30-х годах Бялыницкий-Бируля много ездил по грандиозным стройкам нового молодого государства, увлеченный происходящими вокруг процессами. Его интересовали новаторство и достижения высокого уровня сельского хозяйства в совхозе «Гигант» и коммуне «Сейбит», строительство «Азовстали», развитие Севера Советского Союза. В 1933, 1935 и 1937 годах художник трижды путешествовал в Заполярье. Об этих путешествиях рассказывают работы, представленные в экспозиции.
В музее представлены полотна «Голубой весной» (1942), «Весенняя тишина» (1943), картины с изображением памятников русского деревянного зодчества — «Девятиглавая деревянная церковь», «Деревня Зачачье», «Ратонаволок. Старая церковь», «Мельница на Северной Двине» (все — 1944).
Бялыницкий-Бируля В. К. являлся также любителем жанра мемориального пейзажа. Он написал много памятных мест, связанных с жизнью известных русских писателей (Пушкин А. С., Толстой Л. Н. и композитора Чайковского П. И.. В музее есть картины, посвященные пушкинским местам — «Михайловское. Домик няни А. С. Пушкина Арины Родионовны», «Святогорский монастырь. Могила А. С. Пушкина», «Тригорское. Береза у реки Сороть» (все — 1936), «Осенние дни. Тригорское. Река Сороть» (1952).

## Деятельность музея
Выставочный зал расположен также и в мансарде музея. Там постоянно проводятся экспозиции художественных полотен из фондов Национального художественного музея Беларуси , Союза художников Беларуси, а также выставки детского творчества.
Художественно-мемориальный музей Бялыникого-Бирули В. К. в Могилёве помогает воссоздать почти полную картину о жизни и творчестве знаменитого художника.
В июне 1996 года перед входом в музей установлен памятник-бюст Бялыницкому-Бируле и выполнено благоустройство территории. Скульптор Летун В. М., архитектор Чаленко В. В.
В 2004 году на здании музея установлена мемориальная доска в память встречи в 1780 году австрийского императора Иосифа II с российской императрицей Екатериной II (скульптор Павлов Ю. П., архитектор Чаленко В. В.). На этой встрече была решена судьба Речи Посполитой.
Каждый год в музее проводятся благотворительные акции, приуроченные ко дню рождения художника — бесплатные экскурсии, лекции и концерты классической музыки для воспитанников школ-интернатов, детей-сирот и детей из неблагополучных семей, а также для воспитанников кадетского корпуса. Бялыницкий-Бируля В. К. всю жизнь занимался благотворительностью. В 1917 году он организовал художественную школу для крестьянских детей. Музей Бялыницкого-Бирули следует традициям мецената.